# NGC 3048
NGC 3048 je galaksija u zviježđu Lavu.

## Vanjske poveznice
- SEDS: NGC 3048